# Tjocknäbbad frötangara
Tjocknäbbad frötangara (Sporophila funerea) är en fågel i familjen tangaror inom ordningen tättingar.

## Utseende
Tjocknäbbad frötangara är en liten finkliknande fågel med som namnet avslöjar mycket kraftig näbb. Hanen har samma dräkt som hane variabel frötangara i Mexiko (svart med en liten vit vingfläck), men har mycket kraftigare näbb. Honan är varmbrun med tjockare näbb än liknande koboltkardinalen.

## Utbredning och systematik
Fågelns utbredningsområde är i södra Mexiko (Veracruz) till västra Colombia, västra Ecuador samt Coiba och Pärlöarna. Den behandlas antingen som monotypisk eller delas in i fem underarter med följande utbredning:
- Sporophila funerea funerea – sydöstra Mexiko till norra Nicaragua
- Sporophila funerea salvini – södra Nicaragua, Costa Rica (förutom i sydväst) och norra Panama
- Sporophila funerea ochrogyne – sydvästra Costa Rica och södra Panama till norra och västra Colombia samt nordvästra Venezuela
- Sporophila funerea fractor – ön Coiba utanför södra Panama
- Sporophila funerea aethiops – sydvästra Colombia och västra Ecuador

### Släktestillhörighet
Den placerades tidigare i släktet Oryzoborus men DNA-studier visar att det släktet är inbäddat i Sporophila.

### Familjetillhörighet
Liksom andra finkliknande tangaror placerades denna art tidigare i familjen Emberizidae. Genetiska studier visar dock att den är en del av tangarorna.

## Levnadssätt
Tjocknäbbad frötangara hittas i fuktiga tropiska låglänta områden. Den ses i fuktiga gräsmarker, igenväxta ogräsfält och skogsbryn, ofta i områden med spridda buskar och små träd. Fågeln påträffas vanligen enstaka eller i par, inte i flockar.

## Status och hot
Arten har ett stort utbredningsområde, men tros minska i antal, dock inte tillräckligt kraftigt för att den ska betraktas som hotad. Internationella naturvårdsunionen IUCN listar arten som livskraftig (LC). Beståndet uppskattas till i storleksordningen en halv miljon till fem miljoner vuxna individer.